# Protambulyx strigilis
Espèce
 Protambulyx strigilis est une espèce d'insectes lépidoptères (papillons) de la famille des Sphingidae, sous-famille des Smerinthinae, tribu des Ambulycini et du genre Protambulyx.

## Description
L'envergure est de 108–134 mm.

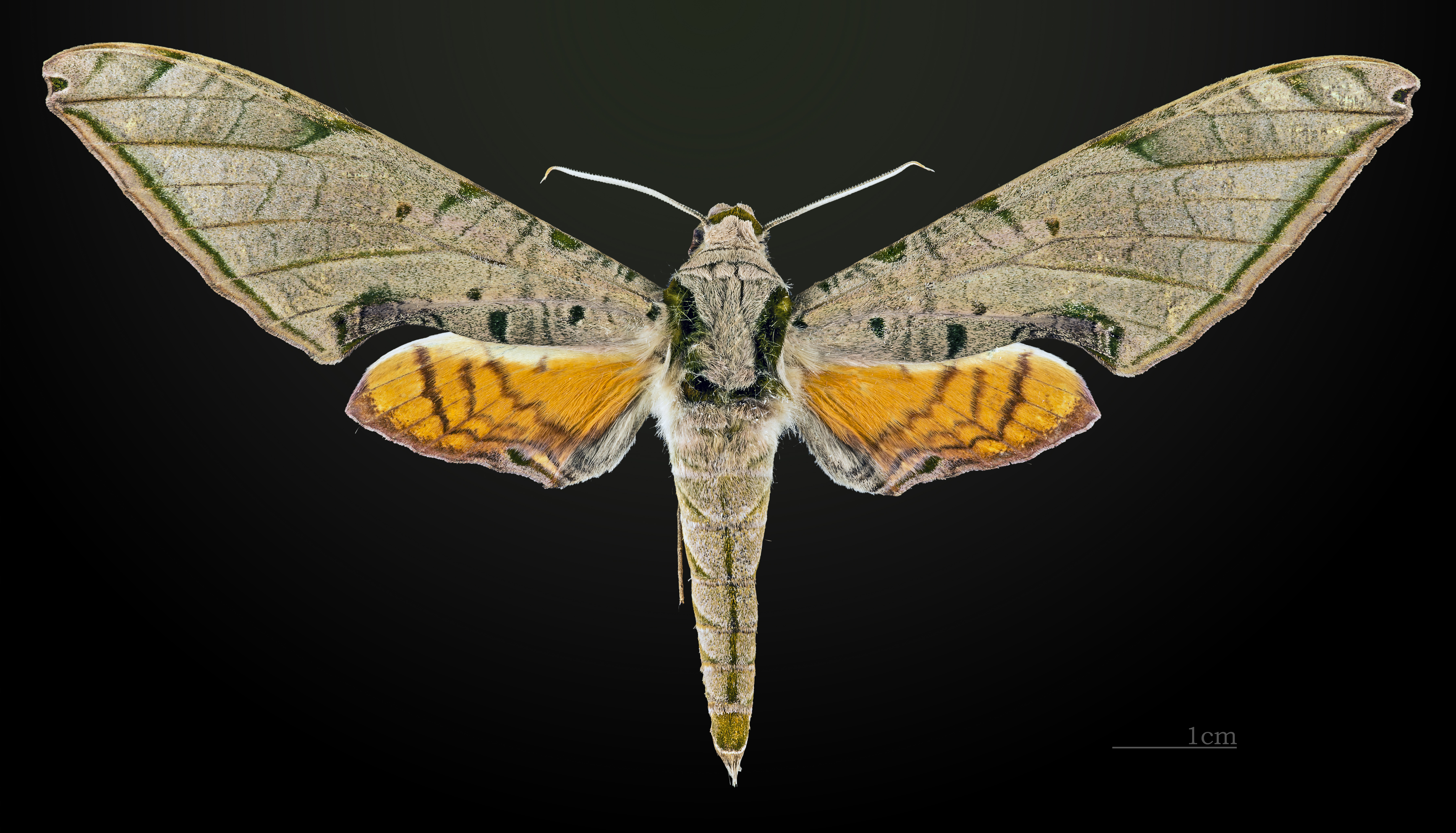
Face dorsale du mâle MHNT
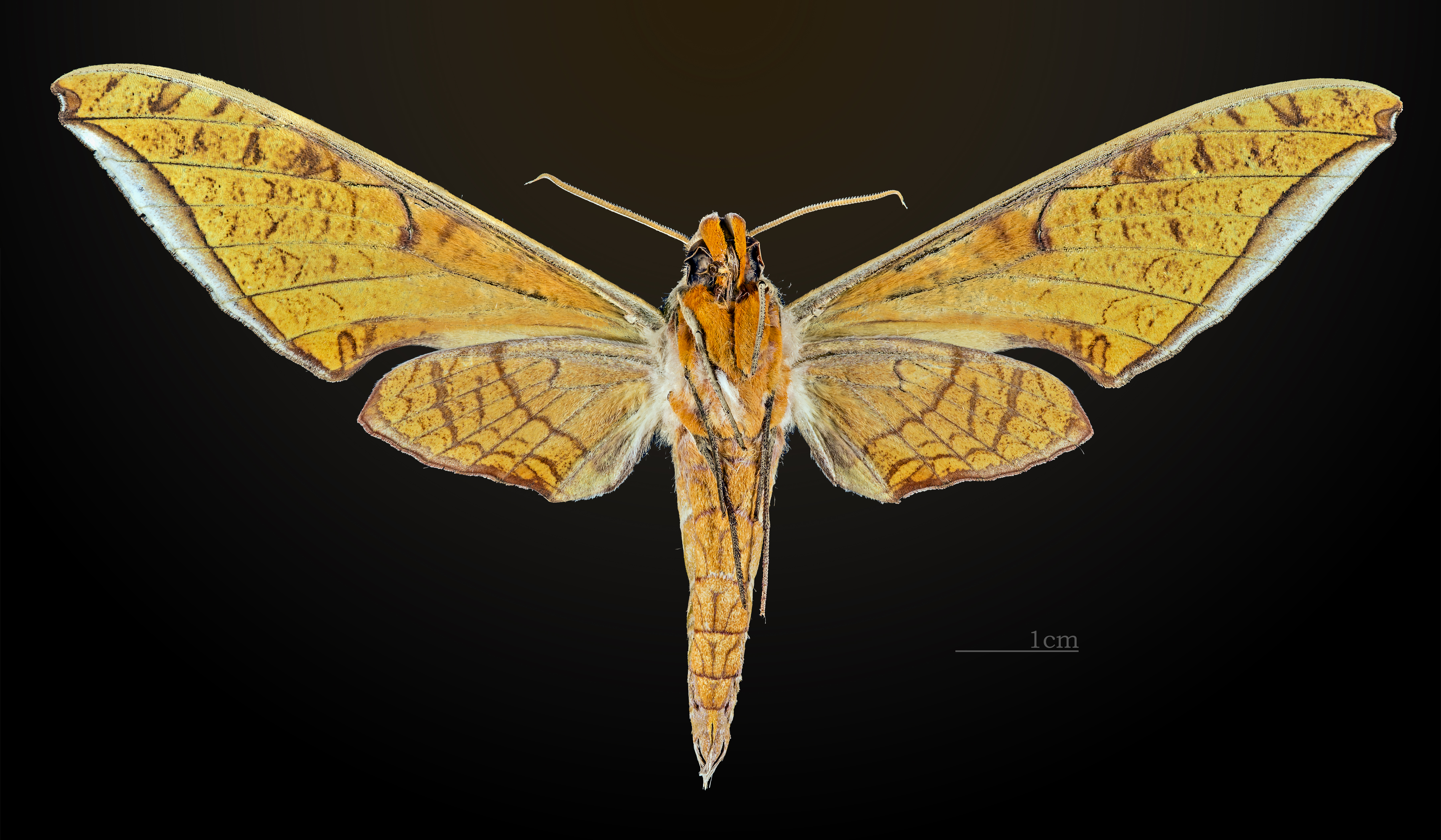
Revers du mâle MHNT
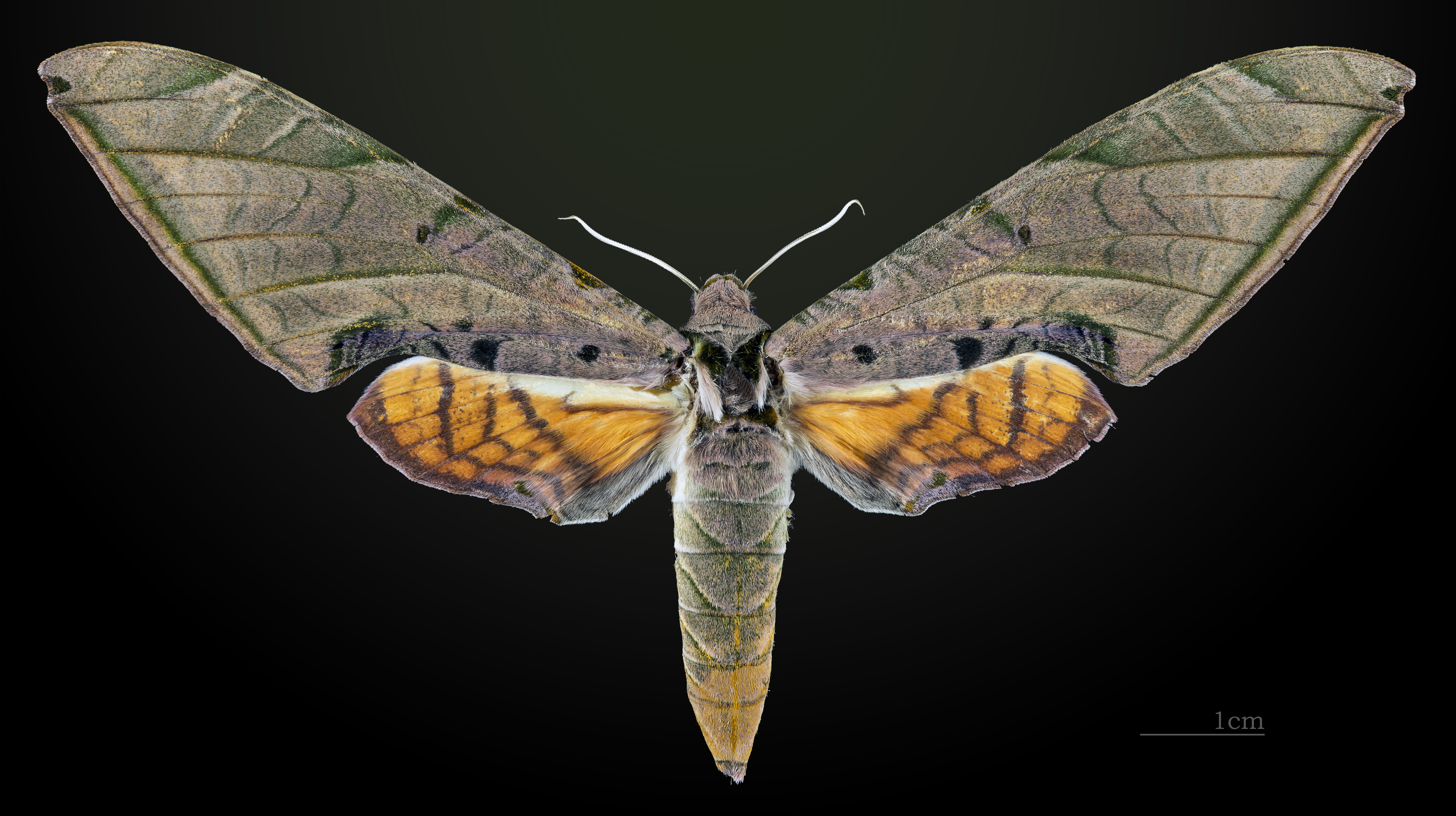
Face dosrale de la femelle MHNT
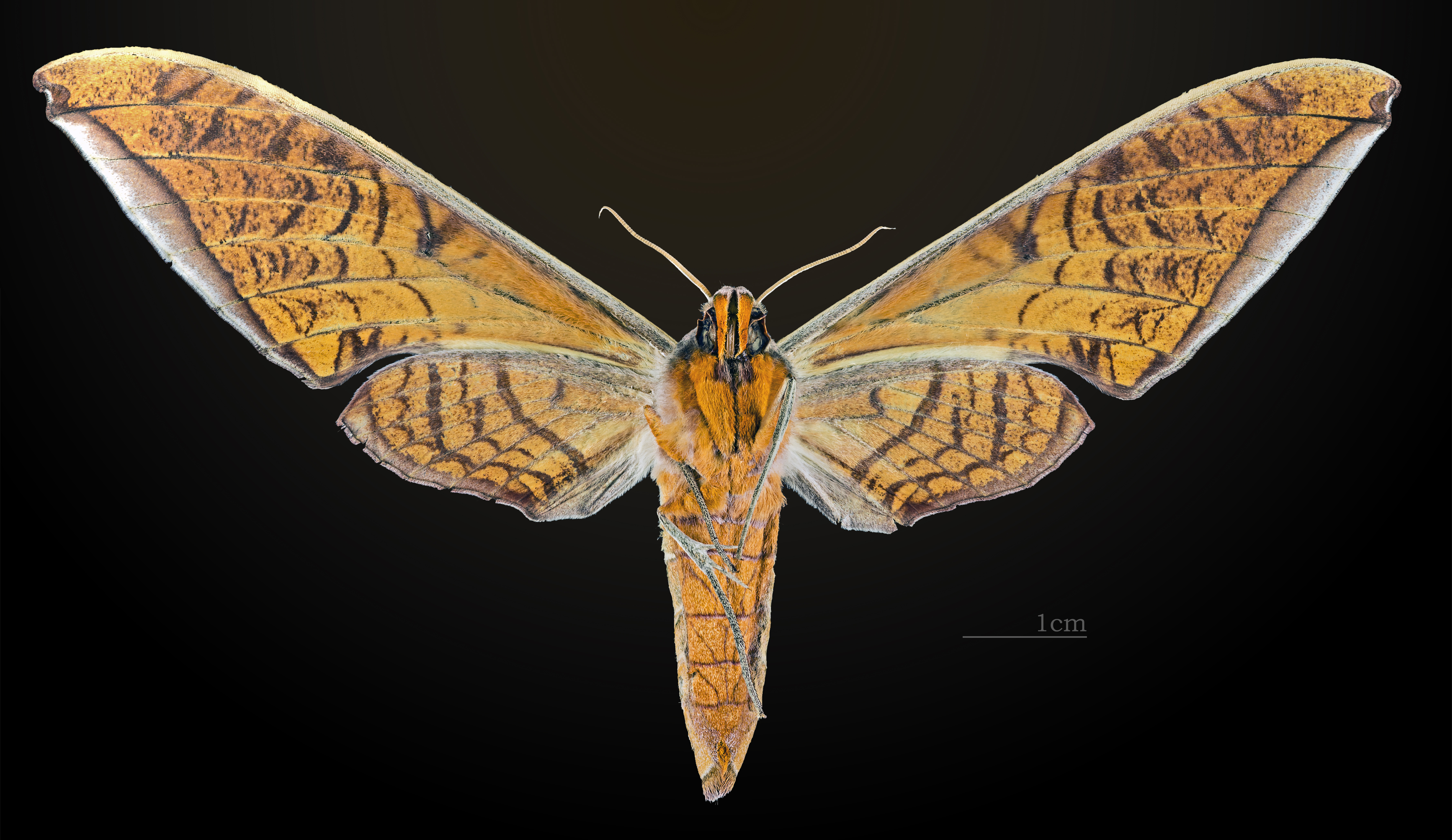
△ Revers de la femelle MHNT

## Biologie
- Les adultes volent de mars à juin-juillet en Floride; toute l'année au Costa Rica; d'avril à août et octobre à décembre en Bolivie, et au Brésil; d'avril à juin au Pérou.
- Les chenilles se nourrissent sur Spondias dulcis, Spondias mombin, Spondias purpurea, Spondias cytherea, Astronium graveolens, Anacardium occidentale, Comocladia dodonea, Comocladia dentata, Simarouba glauca, Simarouba amara, Erythroxylum havanense, Eupatorium villosum, Lycopersicon, Sambucus australis et Schinus terebinthifolius.

## Répartition et habitat
Répartition
L'espèce est connue en Floride, dans toute l'Amérique centrale et aux  Antilles, au sud de la Colombie, en Équateur, au Pérou, en Bolivie, au Venezuela, en  Guyana, au Suriname, en Guyane française, au Brésil et en Argentine.
Habitat
Dans les basses terres tropicales et subtropicales.

## Systématique
- L'espèce Protambulyx strigilis a été décrite par l'entomologiste suédois Carl von Linné, en 1771, sous le nom initial de Sphinx strigilis.

### Synonymie
- Sphinx strigilis Linnaeus, 1771 Protonyme
- Ambulyx strigiles rubripennis Butler, 1876
- Protambulyx strigilis portoricensis Clark, 1931
- Protambulyx strigilis turarem Lichy, 1943